# Dídac Ortega
Didac Ortega Orts (Valencia, 5 april 1982) is een Spaans voormalig professioneel wielrenner. Hij reed voor onder meer Barbot-Siper en Acqua e Sapone.

## Belangrijkste overwinningen
2005
- 4e etappe Ronde van León

Azevedo · Benítez · Castanheira · Costa · Lavarinhas · Lopes · Miranda · Ortega · Pecharroman · Petrov · Pradera · Ribeiro · Sancho · Silva